# Kili-Insel
Die Kili-Insel (auch Kúle) ist ein 0,93 km² großes gehobenes Atoll, das zu den Marshallinseln gehört und in der Ralik-Kette liegt. Kili ist eine der kleinsten Inseln der Marshallinseln. Auf der Insel leben 415 Menschen (Stand: 2021).
Der britische Kapitän Thomas Bennet vom britischen Schiff Britannia sichtete das Atoll 1797 auf dem Weg von Australien nach China und nannte es Hunter Island (deutsch: Hunterinsel).
Die Insel hat nur wenig Kontakt zur Außenwelt, da die Schiffsverbindung für vier Monate im Jahr wegen der rauen See unterbrochen ist. In dieser Zeit wird die Insel nur im Notfall per Hubschrauber angeflogen.
Hauptanbauprodukt auf Kili ist Kopra.
Am 2. November 1948 wurde die Bevölkerung des Bikini-Atolls auf Grund von dortigen Kernwaffentests des amerikanischen Militärs auf die Kili-Insel umgesiedelt.